# Kendall County, Texas
Kendall County är ett administrativt område i delstaten Texas, USA, med 33 410 invånare (2010). Den administrativa huvudorten (county seat) är Boerne.

## Geografi
Enligt United States Census Bureau har countyt en total area på 1 717 km². 1 716 km² av den arean är land och 2 km² är vatten.

### Angränsande countyn
- Gillespie County - norr
- Blanco County - nordost
- Comal County - sydost
- Bexar County - söder
- Bandera County - sydväst
- Kerr County - väster